# Endokrini sistem
Endokríni sistém je nadzorni sistem žlez z notranjim izločanjem (endokrinih žlez), ki izločajo kemijske prenašalce, imenovane hormone. Ti krožijo po telesu v krvožilnem sistemu in tako vplivajo na delovanje oddaljenih organov. V endokrini sistem ne uvrščamo tako imenovanih eksokrinih žlez, ki imajo svoja izvodila na zunanjih ali notranjih površinah organizma (npr. sluznične žleze, znojnice ali žleze v gastrointestinalnem traktu).
Prenos signalov nekaterih hormonov s steroidno strukturo vključuje receptorje za jedrne beljakovine iz razreda ligandno-aktiviranih beljakovin, ki, vezane na specifično zaporedje DNK služijo kot stikala za transkripcijo znotraj celičnega jedra. Takšna stikala krmilijo razvoj in diferenciacijo kože, kosti in vedenjskih središč v možganih, kot tudi sosledično regulacijo reproduktivnih tkiv.
Področje medicine, ki se ukvarja z nepravilnostmi v delovanju endokrinega sistema, je endokrinologija, ki spada v širše področje interne medicine.

## Hipofiza
Hipofizna žleza visi iz možganskega dna s hipofiznim steblom in je obdana s kostjo. Sestavljen je iz žleznega dela sprednje hipofize, ki proizvaja hormone, in nevralnega dela, ki je pravzaprav podaljšek hipotalamusa. Hipotalamus uravnava hormonsko izločanje sprednje hipofize in ustvarja dva hormona, ki ju izvozi v zadnjo hipofizo za shranjevanje in kasnejše sproščanje.
Štirje od šestih hormonov sprednje hipofize so tropski hormoni, ki uravnavajo delovanje drugih endokrinih organov. Večina hormonov sprednje hipofize ima dnevni ritem sproščanja, ki je podvržen spremembam z dražljaji, ki vplivajo na hipotalamus.
Somatotropni hormon ali rastni hormon (GH) je anabolični hormon, ki spodbuja rast vseh telesnih tkiv, zlasti skeletnih mišic in kosti. Deluje lahko neposredno ali posredno preko insulinu podobnih rastnih faktorjev (IGF). GH mobilizira maščobe, stimulira sintezo beljakovin in zavira privzem in presnovo glukoze. Izločanje uravnavata hormon, ki sprošča rastni hormon (GHRH) in hormon, ki zavira rastni hormon. Hipersekrecija povzroča gigantizem pri otrocih in akromegalijo pri odraslih; hiposekrecija pri otrocih povzroča hipofizno pritlikavost.
Ščitnico stimulirajoči hormon spodbuja normalen razvoj in delovanje ščitnice. Tirotropin-sproščujoči hormon spodbuja njegovo sproščanje; negativna povratna informacija ščitničnega hormona ga zavira.
Prolaktin spodbuja proizvodnjo mleka pri ženskah. Njegovo izločanje spodbuja hormon, ki sprošča prolaktin, inhibira pa hormon, ki zavira prolaktin.
Vmesni reženj hipofize izloča samo en encim, to je melanocit, stimulirajoči hormon. Povezan je s tvorbo črnega pigmenta v naši koži, imenovanega melanin.
Nevrohipofiza shranjuje in sprošča dva hipotalamična hormona:
- Oksitocin spodbuja močne kontrakcije maternice, ki sprožijo porod in porod ter iztis mleka pri doječih ženskah. Njegovo sproščanje refleksno posreduje hipotalamus in predstavlja mehanizem pozitivne povratne zveze.
- Antidiuretični hormon stimulira ledvične tubule, da ponovno absorbirajo in zadržujejo vodo, kar povzroči majhne količine visoko koncentriranega urina in zmanjšano osmolalnost plazme. Antidiuretični hormon se sprošča kot odziv na visoke koncentracije topljenca v krvi in zavira nizke koncentracije topljenca v krvi. Posledica hiposekrecije je diabetes insipidus.

## Ščitnica
Ščitnica se nahaja na sprednji strani vratu, pred ščitničnim hrustancem, in je oblikovana kot metulj, z dvema kriloma, ki ju povezuje osrednja istmus. Tkivo ščitnice je sestavljeno iz foliklov s shranjeno beljakovino, imenovano koloid, ki vsebuje tiroglobulin, predhodnika drugih ščitničnih hormonov, ki se proizvajajo v koloidu.
Ščitnični hormoni povečajo hitrost celičnega metabolizma in vključujejo tiroksin (T4) in trijodtironin (T3). Izločanje spodbuja ščitnično stimulirajoči hormon, ki ga izloča sprednja hipofiza. Ko so ravni ščitnice visoke, pride do negativne povratne informacije, ki zmanjša količino izločenega ščitnico stimulirajočega hormona. Večina T4 se pretvori v T3 (bolj aktivno obliko) v ciljnih tkivih.
Kalcitonin, ki ga proizvajajo parafolikularne celice (celice C) ščitnice kot odgovor na naraščajočo raven kalcija v krvi, znižuje raven kalcija v krvi z zaviranjem resorpcije kostnega matriksa in povečanjem odlaganja kalcija v kosteh. Prekomerno izločanje povzroči hipertiroidizem, pomanjkanje pa hipotiroidizem.

## Nadledvične žleze
Nadledvični žlezi se pri človeku nahajata nad ledvicami, pri drugih živalih pa pred ledvicami. Nadledvične žleze proizvajajo različne hormone, vključno z adrenalinom in steroidi aldosteron kortizol in dehidroepiandrosteron sulfat (DHEA).  Adrenalin zviša krvni tlak, srčni utrip in metabolizem kot odziv na stres, aldosteron nadzira ravnotežje soli in vode v telesu, kortizol igra vlogo pri odzivu na stres, dehidroepiandrosteron sulfat (DHEA) pa pomaga pri nastajanju telesnega vonja in rasti poraščenost telesa med puberteto.

## Trebušna slinavka
Trebušna slinavka, ki se nahaja v trebuhu, pod in za želodcem, je eksokrina in endokrina žleza. Celice alfa in beta so endokrine celice v otočkih trebušne slinavke, ki sproščajo insulin in glukagon ter manjše količine drugih hormonov v kri. Insulin in glukagon vplivata na raven sladkorja v krvi . Glukagon se sprošča, ko je raven glukoze v krvi nizka in spodbuja jetra k sproščanju glukoze v kri. Insulin poveča hitrost privzema in presnove glukoze v večini telesnih celic.

## Češerika ali pinealna žleza
Pinealna žleza se nahaja v diencefalonu možganov. Predvsem sprošča melatonin, ki vpliva na dnevne ritme in ima lahko antigonadotropni učinek pri ljudeh.  Lahko vpliva tudi na melanotrope in melanocite, ki se nahajajo v koži. 

## Druge strukture, ki proizvajajo hormone
Mnogi telesni organi, ki se običajno ne štejejo za endokrine organe, vsebujejo izolirane celične skupke, ki izločajo hormone. Primeri vključujejo srce (atrijski natriuretični peptid); organi gastrointestinalnega trakta ( gastrin, sekretin in drugi); placenta (hormoni nosečnosti - estrogen, progesteron in drugi); ledvice ( eritropoetin in renin ); timus ; koža (holekalciferol); in maščobno tkivo (leptin in rezistin).

## O strukturi sistema

### Veliki zaključeni sistemi endokrinih lastnosti
Človeški endokrini sistem je sestavljen iz več sistemov, ki delujejo po uravnavanju delovanja po povratnih informacijah. Določene točke delovanja potegnejo zanko in ustavijo in uravnajo delovanje sistema. Kar precej teh zank uravnava hipofiza in hipotalamus.
- TRH – Ščitnico spodbujajoči hormon – T3/T4
- Gonadoliberin – luteinizirajoči hormon (LH)/folikle spodbujajoči hormon (FSH) – spolni hormoni
- Kortikoliberin – adrenokortikotropni hormon – kortizol
- Renin – angiotensin – aldosteron
- leptin vs. Ghrelin

### Žleze
Žleze endokrinega sistema izločajo svoj produkt, hormone, ki stečejo v kri. Hipofiza in hipotalamus štejeta za nevroendokrine žleze. 
Hipotalamus je ključni regulator avtonomnega živčnega sistema. 
Hipofiza je žleza, ki proizvaja in oddaja tropske hormone, kot so TSH, ACTH, GH, LH in FSH.

### Celice
Endokrini sistem je sestavljen iz zelo specifičnih celic. Epitelialne celice sestavljajo veliko tkiva žlez. Nato poznamo Alfa in Beta celice v trebušni slinavki, folikularne celice v ščitnici. Poznamo tudi delta celice, F celice, jajčniki imajo Granuloza celice, moške spolne žleze imajo Leydigove celice

## Seznam endokrinih žlez in hormonov, ki jih izločajo

### Pri obeh spolih
(Žleze so navedene od glave navzdol.)
- hipotalamus
  - tiroliberin (TRH)
  - gonadoliberin (GnRH)
  - somatoliberin (GHRH)
  - kortikoliberin (CRH)
  - somatostatin
  - dopamin

- hipofiza
  - prednji reženj (adenohipofiza)
    - GH (rastni hormon)
    - PRL (prolaktin)
    - ACTH (adrenokortikotropin)
    - TSH (tirotropin)
    - FSH (folikulotropin)
    - LH (lutropin)

  - zadnji reženj (nevrohipofiza)
    - oksitocin
    - ADH (vazopresin)

- češerika, epifiza ali pinealna žleza
  - melatonin

- ščitnica (glej ščitnični hormoni za pregled)
  - tiroksin (T4)
  - trijodtironin (T3)
  - kalcitonin

- obščitnice
  - parathormon (PTH)

- srce
  - atrijski natriuretski hormon (ANH, ANP)

- želodec in črevesje
  - gastrin
  - sekretin
  - holecistokinin (CCK)
  - somatostatin
  - nevropeptid Y

- jetra
  - insulinski rastni faktor
  - angiotenzinogen
  - trombopoetin

- pankreasni otočki v trebušni slinavki
  - insulin
  - glukagon
  - somatostatin

- nadledvične žleze
  - nadledvična skorja
    - glukokortikoidi - kortizol
    - mineralokortikoidi - aldosteron
    - androgeni (vključno s testosteronom)

  - nadledvična sredica
    - adrenalin (epinefrin)
    - noradrenalin (norepinefrin)

- ledvica
  - renin
  - eritropoetin (EPO)
  - 1,25-dihidroksiholekalciferol

- koža
  - holekalciferol (vitamin D3)

- maščobno tkivo
  - leptin

### Samo pri moških
- testisi
  - androgeni (testosteron)

### Samo pri ženskah
- jajčni folikel
  - estrogen
  - testosteron

- rumeno telesce
  - progesteron

- posteljica (med nosečnostjo)
  - progesteron
  - humani horijev gonadotropin (HCG)
  - horijev mamotropin (HPL)

### Gonade žleze

#### Moške spolne žleze
Za moške pripadnike se moda oblikujejo pri šestih tednih, specializirane celice pa v osmem tednu zorenja. Po 10 tednih se oblikujejo Leydigove celice, ki proizvajajo androgene hormone. Ti oblikujejo spolne organe, ki končajo svoj razvoj v tretjem trimesečju.

#### Ženske spolne žleze
Za ženske se jajčniki oblikujejo do osmega tedna zorenja. 

## Klinično razumevanje sistema

### Bolezen
Bolezni endokrinega sistema so običajne in največkrat kronične po naravi. Tipična obolenja so diabetes mellitus, motnje pri delovanju ščitnice in debelost. Endokrine bolezni so zaznamovane s slabo regulacijo proizvodnje hormona, nenavaden odziv na hormone ali slabo razvita hormonska žleza.
Omeniti je treba tudi Addisonovo bolezen, Cushingov sindrom in Gravesovo bolezen. Cushingova in Addisonova bolezen je posledica nenavadnega vedenja nadledvične žleze. Nadledvična žleza lahko proizvede pretirane količine kortizola, kar lahko pomeni ekstremno debelost, težave z uravnavanjem sladkorja v krvi in krvnega tlaka. Motnje ščitnice pri Gravesovi bolezni lahko vplivajo na pretirano potenje in motnje vida.
1. ↑  »Adrenal gland«. Medline Plus/Merriam-Webster Dictionary. Pridobljeno 11. februarja 2015.
2. ↑  Sherwood, L. (1997). Human Physiology: From Cells to Systems. Wadsworth Pub Co. ISBN 978-0-495-39184-5.
3. ↑  »Leydig cell | anatomy | Britannica«. www.britannica.com (v angleščini). Pridobljeno 14. junija 2022.
4. ↑  Kasper DL, Harrison TR (2005). Harrison's Principles of Internal Medicine. McGraw Hill. str. 2074. ISBN 978-0-07-139140-5.
5. ↑  Vander A (2008). Vander's Human Physiology: the mechanisms of body function. Boston: McGraw-Hill Higher Education. str. 332–333. ISBN 978-0-07-304962-5.